# Mercey-le-Grand
Mercey-le-Grand è un comune francese di 469 abitanti situato nel dipartimento del Doubs nella regione della Borgogna-Franca Contea.

## Società

### Evoluzione demografica
Abitanti censiti